# Dosimetria
A dosimetria de radiação nas áreas de física médica e proteção radiológica é a medição, cálculo e avaliação da dose de radiação ionizante absorvida por um objeto, geralmente o corpo humano. Isso se aplica tanto internamente, devido à ingestão ou inalação de substâncias radioativas, quanto externamente, devido à irradiação por fontes radioativas.
A avaliação da dosimetria interna depende de uma variedade de técnicas de monitoramento, bioensaio ou imagem de radiação, enquanto a dosimetria externa é baseada em medições com um dosímetro ou inferida a partir de medições feitas por outros instrumentos de proteção radiológica . 
A dosimetria de radiação é amplamente utilizada para amparar a proteção contra radiação;  é rotineiramente aplicada para monitorar trabalhadores ocupacionalmente expostos à radiação, onde a irradiação é esperada ou onde a radiação é inesperada, como nos incidentes de vazamento radiológico de Three Mile Island, Chernobil ou Fukushima . A dose pública de radiação é medida e calculada a partir de uma variedade de indicadores, como medições ambientais de radiação gama, monitoramento de partículas radioativas e medição de níveis de contaminação radioativa.
Outra área significativa de dosimetria de radiação é a médica, onde a dose absorvida do tratamento necessário e qualquer dose absorvida colateral são monitoradas, e a ambiental, como o monitoramento de radônio em edifícios.